# Кингс-Пойнт (Нью-Йорк)
Кингс-Пойнт (англ. Kings Point) — деревня, расположенная на полуострове Грейт-Нек в городе Норт-Хемпстед в округе Нассо, на северном берегу Лонг-Айленда, в штате Нью-Йорк, США. По данным переписи 2020 года население составило 5,619 человек.

## История
Деревня Кингс-Пойнт была официально зарегистрирована в ноябре 1924 года. Названа в честь семьи Кинг, которая владела большими участками земли в этом районе. 
Когда-то весь регион был известен как Хьюлеттс-Пойнт в честь семьи Хьюлетт, которая также владела землей в этом районе; это название до сих пор иногда используется в отношении северной части деревни. 

## География

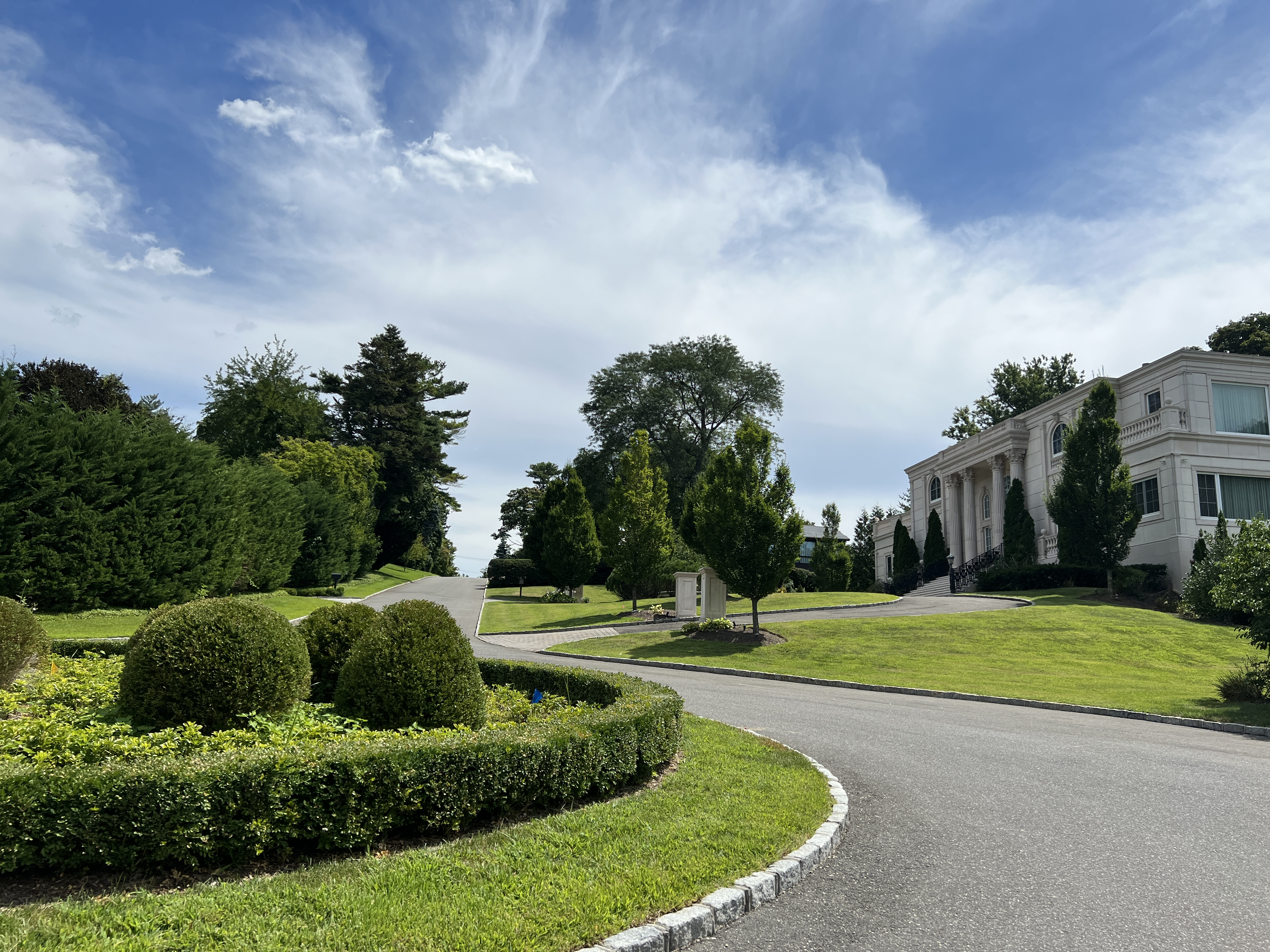
Жилой район Кингс-Пойнта.

По данным Бюро переписи населения США, общая площадь деревни составляет 10,3 квадратных километра, из которых 8,7 квадратных километра составляет суша и 1,7 квадратных километра (16,08%) — водная поверхность.
Кингс-Пойнт с трех сторон окружен водой. Он граничит с заливом Литл-Нек на западе, проливом Лонг-Айленд на севере и заливом Манхассет на востоке. 

## Население
По данным переписи 2000 года в деревне проживало 5076 человек, было 1401 домохозяйство и 1203 семьи. Плотность населения составляла 586,5 жителей на квадратный километр. В деревне было 1455 единиц жилья со средней плотностью 168,1 человек на квадратный километр. Расовый состав деревни был следующим: 91,67% белых, 0,87% афроамериканцев, 0,08% коренных американцев, 3,55% азиатов, 0,65% представителей других рас и 3,19% представителей двух или более рас. Испаноязычные или латиноамериканцы любой расы составляли 1,95% населения.
По состоянию на 2000 год Кингс-Пойнт был населённым пунктом с крупнейшей долей жителей иранского происхождения в Соединенных Штатах, 29,7% ее населения отнесли себя к иранским евреям. 
Из 1401 домохозяйства, в 38,0% проживали дети в возрасте до 18 лет вместе с родителями, 79,7% были супружескими парами, живущими вместе, 4,0% состояли из женщины-домохозяйки без мужа, и 14,1% из не семейных людей. 11,9% всех домохозяйств состояли из отдельных лиц, и 7,4% из отдельных лиц в возрасте 65 лет или старше. Средний размер домохозяйства составлял 3,14, а средний размер семьи — 3,38 человек.
Возрастная структура населения была следующей: 24,1% жителей моложе 18 лет, 17,8% — от 18 до 24 лет, 17,4% — от 25 до 44 лет, 26,1% — от 45 до 64 лет и 14,6% в возрасте 65 лет или старше. Средний возраст составил 37 лет. На каждые 100 женщин приходилось 122,2 мужчин. На каждые 100 женщин в возрасте 18 лет и старше приходилось 125,7 мужчин.
Средний доход домохозяйства в деревне составил 116 957 долларов, а средний доход семьи — 122 692 доллара. Средний доход мужчин составлял 100 714 долларов, а женщин — 50 595 долларов. Доход на душу населения в деревне составлял 57 965 долларов. Около 0,8% семей и 2,0% населения находились за чертой бедности, включая 2,3% жителей моложе 18 лет, и 2,6% жителей старше 65 лет.

## Правительство

### Администрация деревни
По состоянию на март 2023 года мэром Кингс-Пойнта является Курос «Крис» Туркан, заместителем мэра — Хушанг Нематзаде, а попечителями деревни — Айра С. Несенофф, Теди Кашинеджад и Шахриар (Эби) Виктори. 

### Полиция деревни

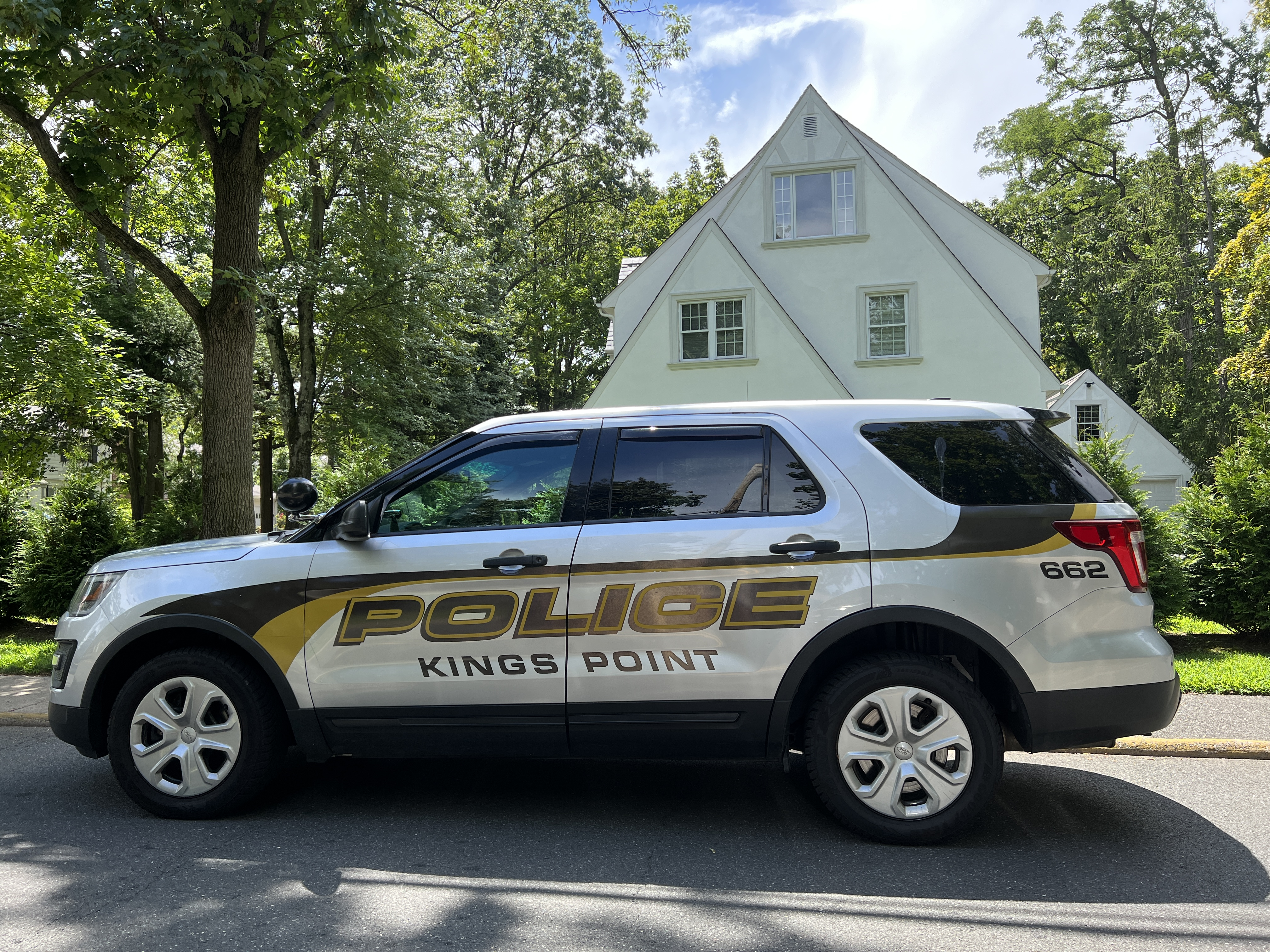
Патрульная машина полицейского управления Кингс-Пойнт в августе 2022 года.

В деревне Кингс-Пойнт действует собственное полицейское управление. Полицейское управление Кингс-Пойнт, как таковое, отвечает за предоставление услуг по охране правопорядка в деревне. 
По состоянию на март 2023 года комиссаром полицейского управления Кингс-Пойнт является Дэниел Фланаган. 
Представительство в высшем органе власти

### Представительство города
Кингс-Пойнт расположен в 4-м округе города Норт-Хемпстед, который по состоянию на март 2023 года представлен в городском совете Вероникой Лурви (D, Грейт-Нек). 

### Легислатура округа Нассо
Кингс-Пойнт расположен в 10-м законодательном округе округа Нассо, который по состоянию на март 2023 года представлен в законодательном собрании округа Мази Мелесой Пилип (R, Грейт-Нек).

### Легислатура штата Нью-Йорк

#### Ассамблея штата Нью-Йорк
Кингс-Пойнт расположен в 16-м избирательном округе Ассамблеи штата Нью-Йорк, который по состоянию на март 2023 года представлен Джиной Л. Силлитти (D, Менорхейвен). 

#### Сенат штата Нью-Йорк
Кингс-Пойнт расположен в 7-м избирательном округе Сената штата Нью-Йорк, который по состоянию на март 2023 года представлен в Сенате штата Нью-Йорк Джеком М. Мартинсом (R, Олд-Уэстбери). 

### Федеральное представительство

#### Конгресс Соединенных Штатов
Кингс-Пойнт расположен в 3-м избирательном округе штата Нью-Йорка, который по состоянию на декабрь 2023 года не был представлен в Конгрессе Соединенных Штатов.

#### Сенат Соединенных Штатов
Как и весь штат Нью-Йорк, Кингс-Пойнт представлен в Сенате Соединенных Штатов Чарльзом Шумером (D) и Кирстен Джиллибранд (D). 

### Президенты
На президентских выборах в США в 2016 году большинство избирателей Кингс-Пойнта проголосовали за Дональда Трампа. 

### Парки и зоны отдыха
Кингс-Пойнт полностью расположен в пределах паркового округа Грейт-Нек. Специальный округ управляет двумя парками, которые полностью расположены в деревне: Парк Кингс-Пойнта (англ. Kings Point Park) и Парк и марина Степпингсон (англ. Steppingstone Park and Marina). Кроме того, бассейн и спортивный комплекс Парквуд частично расположены в деревне, на границе с деревней Грейт-Нек.
Другие рекреационные объекты в деревне включают яхт-клуб Broadlawn Harbour, клуб Kennilworth Pool Club и яхт-клуб Shelter Bay — все они находятся в частной собственности. 

## Образование

### Школы
Кингс-Пойнт полностью расположен в пределах школьного округа Грейт-Нек. Таким образом, все дети, которые проживают в деревне и посещают государственные школы, ходят в школы округа Грейт-Нек. 
Кроме того, в деревне находится начальная школа имени Джона Ф. Кеннеди и старшая школа Грейт-Нек-Норт расположена на границе Кингс-Пойнта с деревней Грейт-Нек.

### Библиотеки
Кингс-Пойнт входит в библиотечный округ Грейт-Нек. 

### Высшее образование

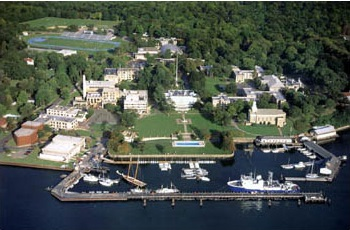
Академия торгового флота США в 2003 году.

В деревне, на берегу залива Литл-Нек расположена Академия торгового флота США.

## Инфраструктура

### Транспорт

#### Дороги
Основными дорогами Кингс-Пойнта являются Бейвью-Авеню, Ист-Шор-роуд, Кингс-Пойнт-роуд, Мидл-Нек-роуд, Редбрук-роуд и Стимбот-роуд.

#### Железная дорога
Через Кингс-Пойнт не проходит ни одна железнодорожная линия.[4] Ближайшая к деревне станция Железной дороги Лонг-Айленда — Грейт-Нек находится на ветке Порт-Вашингтон.

#### Автобус

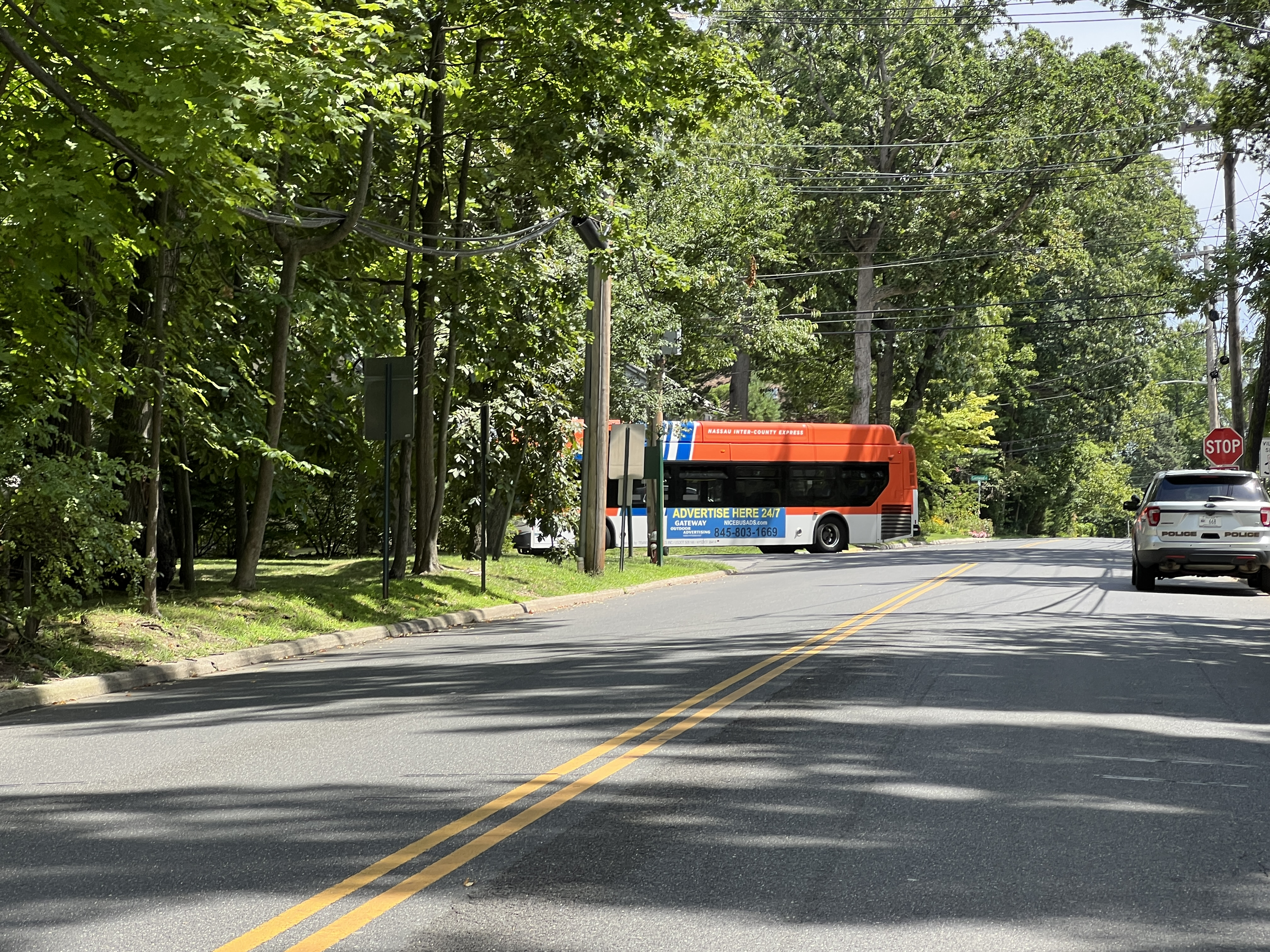
Автобус n58 в Кингс-Пойнте, 2022 год.

Кингс-Пойнт обслуживается автобусными маршрутами N57, связывающим Кингс-Пойнт с Линбруком, и N58, связывающим Кингс-Пойнт с Грейт-Неком. Оба рейса выполняются компанией Nassau Inter-County Express. 

### Коммунальные услуги

#### Газоснабжение
Все газифицированные дома и предприятие Кингс-Пойнта обслуживаются компанией National Grid.

#### Электричество
Поставщиком электроэнергии во все дома и предприятия Кингс-Пойнта является компания PSEG Long Island.

#### Канализация
Кингс-Пойнт не имеет центральной системы канализации. Большинство зданий деревни используют септики. Единственным исключением является Академия торгового флота США, которая имеет собственную канализационную систему.

#### Водоснабжение
Кингс-Пойнт находится в пределах границ Управления водного хозяйства Грейт-Нек-Норт, которое обеспечивает водой всю деревню. 

## Достопримечательности
Одной из достопримечательностей Кингс-Пойнта является Американский музей торгового флота, принадлежащий академии. 
В деревне также есть маяк, известный как маяк Кингс-Пойнт. Принадлежит и управляется Академией торгового флота США. Находится на башне часовни, направлен на то, чтобы помочь студенам и путешествиникам в навигации в проливе Лонг-Айленд.

## Известные люди
- Сол Атлас[англ.] (1907–1973) — застройщик[29].
- Сид Сизар (1922–2014) — комик и писатель, жил в Кингс-Пойнте с 1950-х до конца 1970-х годов в доме на воде[30].
- Барри Чейз[англ.] (род. 1933) — актриса и танцовщица, родилась в Кингс-Пойнте.
- Уолтер Крайслер (1875–1940) — пионер автомобилестроения, умер в Кингс-Пойнте.
- Джордж М. Кохан (1878–1942) — артист, драматург, композитор, актер, поэт, певец, танцор и продюсер, жил в Кингс-Пойнте в 1914–1920 годах[30].
- Артур Г. Коэн[англ.] (1930-2014) — американский бизнесмен и застройщик[31].
- Фрэнсис Скотт Фицджеральд (1896-1940) — писатель.
- Витас Герулайтис (1954–1994) — профессиональный теннисист, бывший житель Кингс-Пойнта[32].
- Уильям Р. Грейс[англ.] (1832-1904) — мэр Нью-Йорка и бизнесмен.
- Эмили Хьюз (род. 1989) — член сборной США по фигурному катанию на зимних Олимпийских играх 2006 года[33].
- Сара Хьюз (род. 1985) — золотая медалистка по фигурному катанию на зимних Олимпийских играх 2002 года[33].
- Энди Кауфман (1949–1984) — комик и актер.
- Алан Кинг[англ.] (1927–2004) — комик и актер[34].
- Моррис С. Леви[англ.] — кино- и телепродюсер[35].
- Фред Огебшалом[англ.] (род. 1952) — нью-йоркский застройщик.
- Бобби Розенгарден[англ.] (1924–2007) — джазовый барабанщик и руководитель оркестра, бывший житель Кингс-Пойнта[36]
- Тамир Сапир[англ.] (1946/1947–2014) — бизнесмен и инвестор[37].
- Стэнли Шафтель[англ.] (1924–2003) — архитектор, ветеран и разработчик[38].
- Стэнли Сильверстайн[англ.] (1924–2016) — предприниматель, соучредитель Nina Footwear[39].

## СМИ
- The Great Neck Record[англ.] — газета, издающаяся для деревни Кингс-Пойнт[40].

## Великий Гэтсби
В 1920-х годах Фрэнсис Скотт Фицджеральд жил в Грейт-Нек-Эстейтс, по адресу Гейтвэй-драйв, что, делает его одним из самых знаменитых жителей Грейт-Нека. Он проживал в скромном доме, не сильно отличавшемся от дома Ника, главного героя его романа «Великий Гэтсби». Говорят, что прототипом Уэст-Эгга, вымышленного городка, в котором жил Ник, рядом с особняком Джея Гэтсби, по образцу Грейт-Нека, за его воплощение безвкусицы, атмосферы и образа жизни нуворишей. Прототипом же Ист-Эгга, где жили Дэйзи и Том, стал восточный сосед Грейт-Нека, деревня Сэндс-Пойнт.